# 阿塞拜疆—吉布提關係
阿塞拜疆－吉布提關係是阿塞拜疆與吉布提之間的雙邊關係。阿塞拜疆與吉布提兩國均無派遣常駐大使至對方國家。阿塞拜疆與吉布提兩國同為不结盟运动成員。

## 歷史
阿塞拜疆與吉布提兩國之間在1996年10月22日建立外交關係。2016年後，兩國之間的關係進一步加強。吉布提共和國完全尊重阿塞拜疆共和國的主權和國際公認的領土完整。2017年，吉布提國民議會議長率國會代表團赴阿塞拜疆出席跨文化對話國際論壇。

### 國會關係
2017年5月3日，時任阿塞拜疆國民議會議長鄂泰·阿沙杜夫接見時任吉布提國民議會議長穆罕默德·阿里·侯邁德（‎）一行人。

### 對霍賈利大屠殺的承認
2017年1月，吉布提國民議會通過了一項決議，承認霍賈利大屠殺為种族灭绝行為和危害人類的罪行。該決議亦涉及亞美尼亞對阿塞拜疆領土的侵佔。

## 人道合作
2017年4月10日，根據阿塞拜疆共和國總統伊利哈姆·阿利耶夫的命令，阿塞拜疆緊急情況部派遣一架載有人道主義援助的飛機從巴库飛抵吉布地市。相關人道主義援助包括飲用水、糖、茶、葵花籽油、粟米油、麵粉、通心粉、粉絲等。

## 民航合作
在2016年11月30日阿塞拜疆航空總裁訪問吉布提期間，阿塞拜疆航空公司與吉布提紅海航空公司簽署擴大合作範圍的諒解備忘錄。此外，兩方亦達成開通巴庫－吉布提貨運航班與成立阿塞拜疆－吉布提聯合貨運公司的協議。